# Liste der Monuments historiques in Le Pertre
Die Liste der Monuments historiques in Le Pertre führt die Monuments historiques in der französischen Gemeinde Le Pertre auf.

## Liste der Bauwerke
| Bezeichnung        | Beschreibung | Standort | Kennzeichnung | Schutzstatus | Datum | Bild |
| ------------------ | ------------ | -------- | ------------- | ------------ | ----- | ---- |
| Château de Bel-Air | Schloss      | (Lage)   | PA35000017    | Inscrit      | 2001  |      |

## Liste der Objekte

Heiligenfenster (1893) in der Kirche St-Martin von Lecomte et Colin

- Monuments historiques (Objekte) in Le Pertre in der Base Palissy des französischen Kultusministeriums